# Léouville
Léouville település Franciaországban, Loiret megyében. Lakosainak száma 88 fő (2022. január 1.). Léouville Charmont-en-Beauce, Greneville-en-Beauce és Outarville községekkel határos.

## Népesség
A település népességének változása:
| Lakosok száma | 63   | 40   | 43   | 61   | 75   | 79   | 83   | 88   | 89   | 88   |
|               | 1968 | 1982 | 1990 | 2006 | 2013 | 2015 | 2017 | 2019 | 2020 | 2022 |